# Edward Holbrook Derrick
Edward Holbrook Derrick (Blackwood (Victoria), 20 september 1898 – Brisbane, 15 juni 1976) was een Australisch patholoog. Hij is bekend van zijn werkzaamheden rond de Q-koorts.

## Carrière
Derrick werd geboren in Victoria en studeerde aan de Universiteit van Melbourne. In 1922 behaalde hij daar zijn master (M.D.). Hij werkte enige tijd aan het Walter and Eliza Hall Institute, waarna hij een jaar pathologie studeerde aan het London Hospital. 
Van 1935 tot 1947 werkte Derrick als directeur van de afdeling Microbiologie en Pathologie van het ministerie van Gezondheid van de staat Queensland. In 1935 werd hem de uitbraak van een onbekende ziekte gerapporteerd. Met zijn medewerkers spendeerde hij enkele jaren aan het onderzoek naar ontstaan en aard van deze ziekte. Derrick gaf de nieuwe ziekte tijdelijk de naam Q-koorts, waarbij de Q stond voor het onbekende (query fever). Hij slaagde erin de pathogeen van die ziekte over te dragen op cavia's en werkte samen met Frank Macfarlane Burnet om het te identificeren als een Rickettsia, die later de naam Coxiella burnetii kreeg. Latere studies toonden de overleving van het organisme aan bij bandicoots en de teek Haemaphysalis humerosa. Wetenschappers in de Verenigde Staten ontdekten dat de belangrijkste bron van menselijke infectie de placenta van runderen was.